# Violent Onsen Geisha
Violent Onsen Geisha (jap. 暴力温泉芸者, Baiorento Onsen Geisha) ist ein seit den späten 1980er Jahren aktives Japanoiseprojekt, das sich besonders durch bizarren, sarkastischen, oft schlitzohrigen Humor hervortut.

## Hintergrund
Einziges Mitglied der „Band“ ist Masaya Nakahara (中原 昌也), der allerdings in der Anfangsphase von Violent Onsen Geisha das Gerücht in die Welt setzte, es hätte zuvor mehrere Bandmitglieder gegeben, die inzwischen verstorben wären. Dies wurde in der japanischen Musikpresse jahrelang als Tatsache angenommen. Verwirrspiele wie diese sind fester Bestandteil in Nakaharas Werk und seinem öffentlichen Auftreten. Ein typisches Violent-Onsen-Geisha-Album kann zusätzlich oder sogar an Stelle „reinen“ Noises, Musik verschiedenster Genres, wie z. B. Disco, Hip-Hop sowie Field Recordings enthalten.